# Cantonul Bonnétable
Cantonul Bonnétable este un canton din arondismentul Mamers, departamentul Sarthe, regiunea Pays de la Loire, Franța.

## Comune
| Comune                 | Populație (1999) | Cod poștal | Cod INSEE |
| ---------------------- | ---------------- | ---------- | --------- |
| Bonnétable             | ...              | 72110      | 72039     |
| Briosne-lès-Sables     | ...              | 72110      | 72048     |
| Courcival              | ...              | 72110      | 72102     |
| Jauzé                  | ...              | 72110      | 72148     |
| Nogent-le-Bernard      | ...              | 72110      | 72220     |
| Rouperroux-le-Coquet   | ...              | 72110      | 72259     |
| Saint-Georges-du-Rosay | ...              | 72110      | 72281     |
| Terrehault             | ...              | 72110      | 72352     |